# Юхан III
Ю́хан III (Иоанн III, швед. Johan III; 20 декабря 1537[…], Замок Стегеборг, Эстергётланд — 17 ноября 1592[…], Стокгольм) — шведский король в 1568—1592 годах. Сын шведского короля Густава Васы и Маргариты Лейонхувуд.

## Биография
Получив Финляндию в качестве наследственного герцогства, Юхан против воли отца приступил к активной самостоятельной политике. Приобретение Ревеля и Эзеля — владений распавшегося Ливонского ордена — позволило бы Юхану контролировать в значительной мере торговлю Запада с Русским государством. На почве противоречий с отцом Юхан на некоторое время сблизился со старшим братом Эриком, по поручению которого ездил в Англию вести переговоры о браке Эрика с наследницей английского трона Елизаветой. Когда Эрик стал королём, отношения между братьями стали напряжёнными, так как Эрик сам вынашивал планы по контролю над «русской торговлей».
Юхан, недовольный политикой брата, вступил в отношения с Сигизмундом Августом, королём враждебной Польши, женился на его сестре Катерине Ягеллонке и ссудил ему крупную сумму денег, в залог которой получил семь замков в Ливонии. Шведский риксдаг обвинил Юхана в измене и в 1563 году приговорил к смерти — герцог был пленён войсками Эрика и заключён в замок Грипсхольм. Заключение, довольно мягкое, добровольно разделила с ним Катарина. Значительную часть своего заключения Юхан посвящал богословским занятиям, особенно чтению творений Отцов Церкви.
В 1567 году, в период обострения душевной болезни Эрика после убийства дворян из дома Стуре и ослабления королевской власти, Юхан был освобождён. В 1568 году, когда Эрик оправился от болезни и стал возвращаться к старой политике, Юхан и младший брат Карл возглавили восстание против него. Эрик был низложен, а Юхан в 1569 году провозглашён королём. При этом дворянству и особенно аристократии были предоставлены широкие привилегии.
На момент восшествия на престол Швеция находилась в состоянии войны с Данией, Польшей и Любеком (Северная семилетняя война). С Польшей война закончилась естественным образом; в 1570 году при посредничестве германского императора и Франции был подписан мир с Любеком, Дании Швеция обязывалась уплатить 150 тысяч далеров, но отношения с ней оставались напряжёнными, хотя войны до конца правления Юхана удавалось избегать.
На востоке соперником Швеции была Россия, стремившаяся выйти к берегам Балтики. Политические противоречия усиливались личной неприязнью Юхана и Ивана Грозного. Иван Грозный в 1572 году начал военные действия против шведов, и к 1575 году в их руках оставался только Ревель. В начале 1580-х годах шведские войска под командованием Понтуса Делагарди захватили всю Эстонию и часть Ингерманландии (Ижорской земли), которую однако им пришлось оставить. Таким образом, шведы завладели Нарвой, однако своих целей не добились, так как товарные потоки были направлены через Северную Двину и гавани, контролировавшиеся Польшей. Поэтому на следующем этапе боевых действий в 1590-е годы шведы стремились завладеть побережьем Белого моря. Этого однако добиться не удалось и заключённый в 1595 году Тявзинский мир с Россией к определённым результатам не привёл.

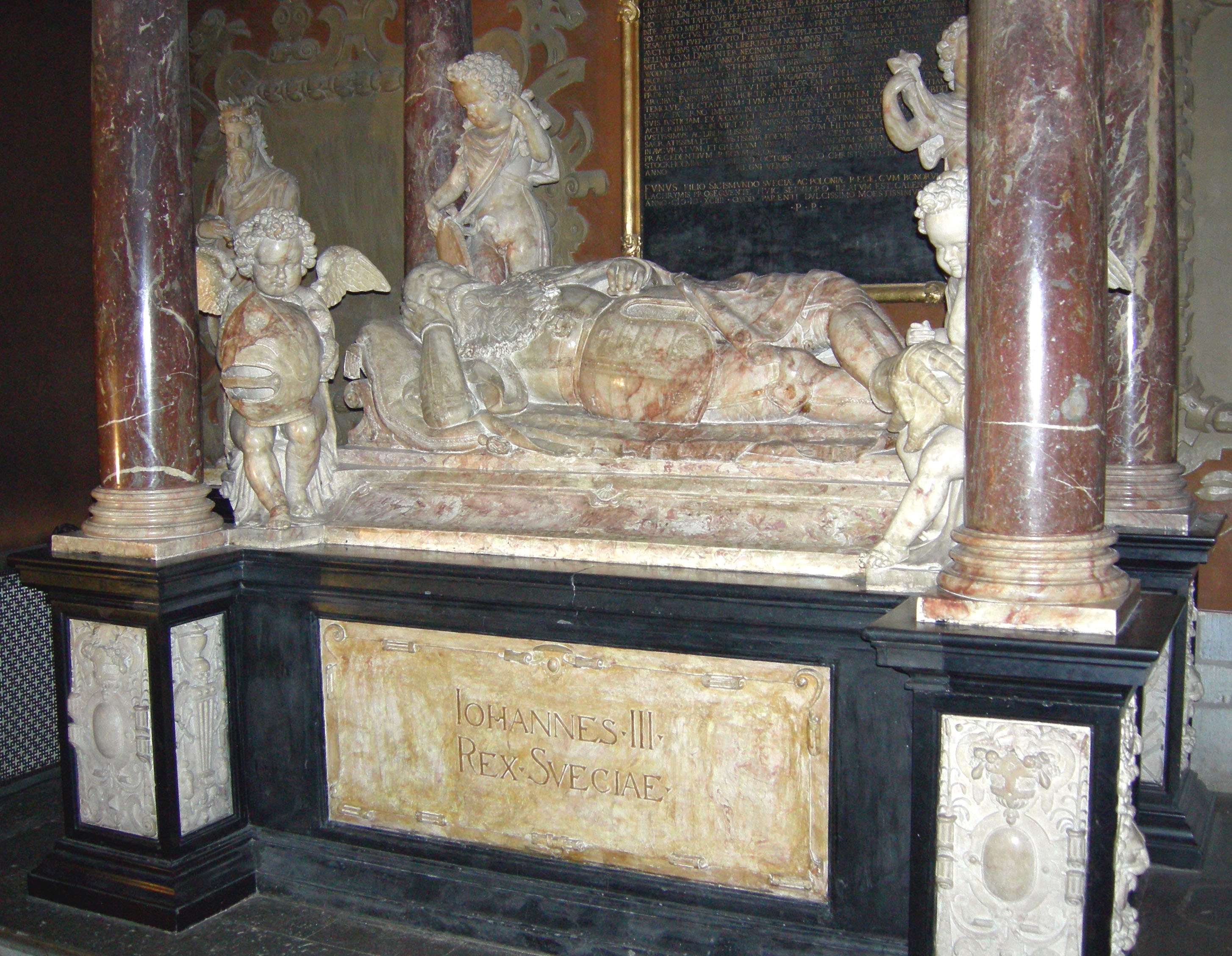
Гробница Юхана III в Упсальском соборе

С восшествием Юхана на престол аристократия связывала большие надежды, однако добиться стабильности во внутренних делах не удалось. Карл фактически самостоятельно правил в своем герцогстве, что вызвало напряжение между братьями. Неудовольствие вызывали тяготы войны, неудачная монетная политика, большие расходы Юхана на содержание двора и строительство и т. п.
Юхан стремился ослабить Реформацию и усилить влияние Римско-католической церкви в Швеции. Религиозная оппозиция поддерживалась герцогом Карлом, во владениях которого всё оставалось по-прежнему, опальные иерархи и священники находили у него убежище. Напряжение между братьями достигло кульминации в середине 1580-х годах, однако им удалось избежать открытого конфликта и отношения были урегулированы в 1587 году Вадстенскими «конституциями», положения которой были не в пользу Карла.
В течение всего правления Юхан стремился закрепить союз Польши и Швеции против России. В 1573 и 1574 годах он претендовал на польский трон. Его сын Сигизмунд, воспитанный в католичестве, в 1587 году был избран польским королём. Для укрепления монархии на риксдаге 1590 году были приняты новые правила наследования, согласно которым корона могла передаваться и по женской линии, в случае несовершеннолетия наследника регентом должен был стать «ближайший родственник», то есть фактически Карл.
Юхан проявлял сильный интерес к архитектуре, изучал французские и итальянские работы, приглашал итальянских, французских, нидерландских мастеров, которые перестроили некоторые замки и монастырь Вадстена в ренессансном духе.
Юхан III умер в 1592 году Он был похоронен в той же усыпальнице, где уже покоилась его жена, Катарина Ягеллонка, в кафедральном соборе Упсалы.

## Семья и дети
От первого брака с Катериной Ягеллонкой (1526—1583) трое детей:
- Изабелла (1564—1566)
- Сигизмунд III (1566—1632)
- Анна (1568—1625)

От второго брака с Гуниллой Юханссдоттер (1568—1592) был один сын:
- Юхан (1584—1618)

До брака с Катериной Юхан жил с Карин Хансдоттер, у которой от него родилось четверо незаконных детей:
- София (1556—1583)
- Август (1557—1560)
- Юлиус[швед.] (1559—1581)
- Лукреция (1560—1585)